# Robert Themptander
Oscar Robert Themptander, né le 14 février 1844 à Stockholm, mort le 30 janvier 1897 à Stockholm, est un homme d'État suédois, premier ministre de Suède de 1884 à 1888, sous le règne du roi Oscar II, et gouverneur du district de Stockholm de 1888 à 1896.

## Biographie

### Études et carrière professionnelle
Fils de lieutenant, Oscar Robert Themptander étudie le droit à l'université d'Uppsala et obtient son diplôme en 1863. Il entre ensuite dans la fonction publique et devient secrétaire de commission à la Chancellerie du Riksdag. En 1874, il est d'abord nommé conseiller juridique puis, en 1878, chef de l'autorité douanière (Generaltullstyrelsen).

### Carrière politique

#### Député et ministre
Oscar Robert Themptander commence sa carrière politique en 1879 avec l'élection comme membre de la deuxième chambre du Riksdag. Il a d'abord été un représentant du Centre, mais a rapidement rejoint le Parti paysan (Lantmannapartiet) sous la direction d'Arvid Posse. Pendant son mandat de député, il a également présidé la commission bancaire de 1889 à 1890, la commission de l'agriculture de 1891 à 1892 et la commission de la terre et de la navigation de 1894 à 1895.
Posse l'a fait entrer dans son gouvernement le 7 décembre 1880 en tant que ministre sans portefeuille. Le 8 mars 1881, il devient ministre des Finances à la place de Posse. Il occupe également cette fonction sous la direction de son successeur Carl Johan Thyselius jusqu'au 16 mai 1884.

#### Premier ministre (1884-1888)
Le 16 mai 1884, il devient lui-même Premier ministre et est alors le plus jeune Premier ministre de Suède. Comme ses prédécesseurs De Geer, Posse et Thyselius, il commence par la résolution de l'importante question de l'armée et de la réforme fiscale.
En 1885, Themptander a fait accepter la loi sur le service militaire. Il n'y parvient cependant qu'avec des concessions substantielles à la majorité du Riksdag : selon la nouvelle loi, une armée permanente est formée à partir de troupes régulières recrutées volontairement. En outre, chaque Suédois était tenu de servir pendant 20 ans dans les forces terrestres et maritimes, pour lesquelles il était préparé par de courts exercices. La nouvelle loi est entrée en vigueur le 1er janvier 1887. Entre autres choses, Themptander avait renoncé à un tiers de la taxe militaire sur les propriétés foncières pour obtenir le soutien du Parti paysan. Cependant, cela a donné au parti un encouragement supplémentaire pour exiger non seulement l'abolition complète de cette taxe, mais aussi l'introduction de droits sur les céréales pour protéger l'agriculture.
Lorsqu'en mars 1887, la majorité de la deuxième chambre accepta la motion visant à introduire des droits sur les céréales et des tarifs protecteurs, Themptander dissout le Riksdag et obtient une majorité lors des nouvelles élections en faveur du libre-échange. Cependant, cette majorité s'est affaiblie lors des élections régulières au Riksdag à l'automne 1887, d'autant plus que la plus haute cour a déclaré invalide l'élection des 22 représentants du libre-échange de Stockholm en raison d'une erreur formelle et déclare élus les représentants d'une politique tarifaire protectionniste. C'est pourquoi, après l'ouverture du nouveau Riksdag en janvier 1888, le gouvernement Themptander a demandé à être relevé de ses tâches.
Au vu de la position encore indécise de la majorité des deux chambres, le roi chargea Gillis Bildt de constituer un gouvernement favorablement à des tarifs modérément protectionnistes, ce qui fut fait le 6 février 1888.

#### Mandats ultérieurs
Après sa démission en tant que Premier ministre, il est devenu président du gouvernement (Landshövding) du comté de Stockholm. Il occupe cette fonction jusqu'en 1896.
Il a ensuite été directeur du groupe industriel Trafik AB Grängesberg-Oxelösundää jusqu'à sa mort le 30 janvier 1897. Il est inhumé à Norra begravningsplatsen.